# El Khiam
El Khiam (arabisch الخيام, DMG al-Ḫiyām) oder El Khiam-Terrasse ist eine Fundstelle in der Jud#ischen Wüste im Westjordanland, ca. 25 km südwestlich von Jericho und 10 km südöstlich von Bethlehem. Sie liegt auf einer Kalksteinterrasse des Wadi Haritun/Khareintun. Die Schichtenfolge reicht vom Chalkolithikum bis in das Aurignacien. Es handelt sich um die eponyme Fundstelle für das Khiamien, den Übergang vom Natufien zum Sultanien (PPN A) in der südlichen Levante zwischen 9750 und 9550 BC cal, nach dem Ende des jüngeren Dryas.

## Ausgrabungen
Der französische Diplomat René Neuville legte hier 1933 einen Testschnitt an und identifizierte zwei Besiedlungsphasen, Schicht A (Tahunien I) und B (Tahunien II) (Nummerierung von oben nach unten). Wegen einer Erkrankung war er jedoch nicht selbst bei der Grabung anwesend. Die Grabung erfolgte in oberflächenparallelen Straten (künstlichen Schichten), die einen Spatenstich tief waren. Die Oberfläche fällt jedoch deutlich gegen das Wadi hin ab.
Jean Perron suchte die Fundstelle 1949 auf Einladung von Neuville auf, säuberte und studierte das erhaltene Profil des Testschnitts. Perron stellte die tiefere Schicht B in das Natufien, während A3 dem Tahunien I und A2 dem Tahunien II zugehören sollte. Schicht A1 gehörte dem chalkolithischen Ghazulien an, Schicht A2 enthielt unter anderem Amuq- und Byblos-Spitzen, aber auch polierte Steinbeile und Keramik, Schicht A3 Helwan-Spitzen, Jericho-Spitzen und geometrische Mikrolithen.
Joaquín Gonzalez-Echegaray grub 1962 eine Fläche von 36 m² aus, jedoch nicht überall bis auf den gewachsenen Boden. Der Ausgräber datierte die Fundschichten in das „Proto-Tahunien“ und „Tahunien“.
Das Fundmaterial wurde vom Ausgräber in drei Bauschichten unterteilt. Diese Einteilung wurde jedoch schon bald kritisiert, zudem kam es durch den Bau von Unterständen zur Vermischung von Funden.

## Funde
Die Mehrzahl der Funde besteht aus Feuerstein. Eine Obsidianklinge mit unklarer Stratigraphie (Aufsammlung/Sondage Perrot, vielleicht Schicht A) wurde vermutlich aus anatolischem Obsidian gefertigt. Figurinen aus Kalkstein ähneln denen aus Nahal Oren, Netiv Hagdud, Mureybit und Gilgal.

## Wirtschaftsweise
Tierknochen waren insgesamt selten. Ziegen oder Steinböcke stellen die häufigste Tierart dar (90 % der identifizierbaren Knochen), gefolgt von Gazella montana (7 %); Esel, Wildschwein und Wildrind sind selten. Wegen der kleinen Durchschnittsgröße der Capriden (Ziegenartigen) und der großen Menge von Föten nimmt Ducos an, dass es sich bei ihnen, wie auch den Gazellen, vorwiegend um weibliche Tiere handelt, die vermutlich im späten Winter oder im zeitigen Frühjahr gejagt wurden. In Schicht 3 wurden weniger Föten gefunden, dies kann auf einen veränderten Nutzungszeitpunkt hindeuten.
Bei der PPN-Besiedlung handelt sich also vermutlich um eine Jagdstation, die nur im späten Winter/Frühjahr aufgesucht wurde.

## Datierung
Aus Schicht Ib (Area IIb) liegt ein 14C-Datum von 2990±250 BP uncal. vor (Knochen, Lv-358).
Der Fundort ist namensgebend für die Khiam-Spitzen des präkeramischen Neolithikums, beidseitig gekerbte Pfeilspitzen mit einer direkt oder invers konkav retuschierten Basis. Sie werden in der gesamten Levante, aber auch der südöstlichen Türkei (Nemrik, Qermez Dere) gefunden. In El Khiam kommen sie in Schicht 4 vor.